# Gouverneur, New York
Gouverneur är en ort i St. Lawrence County i delstaten New York, USA.